# Architecte naval

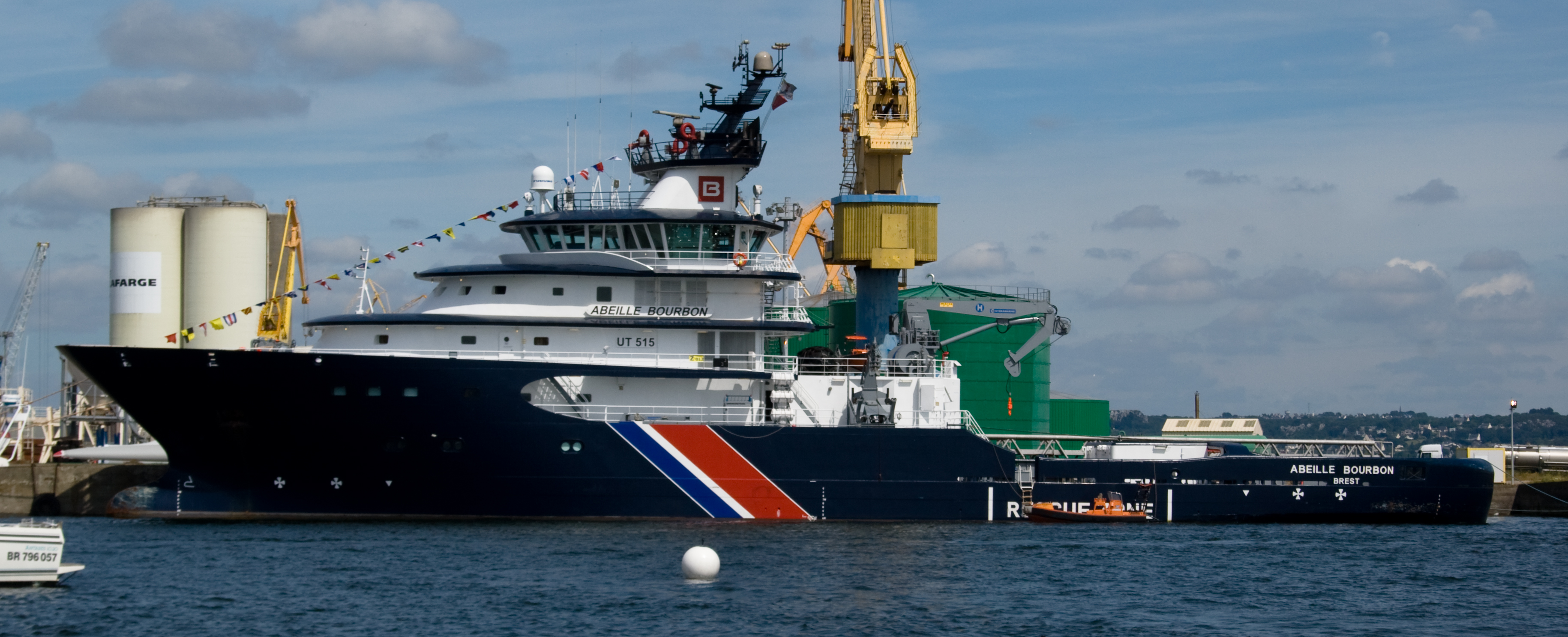
L’Abeille Bourbon, remorqueur d'intervention, d'assistance et de sauvetage conçu par l'architecte naval Sigmund Borgundvaag.

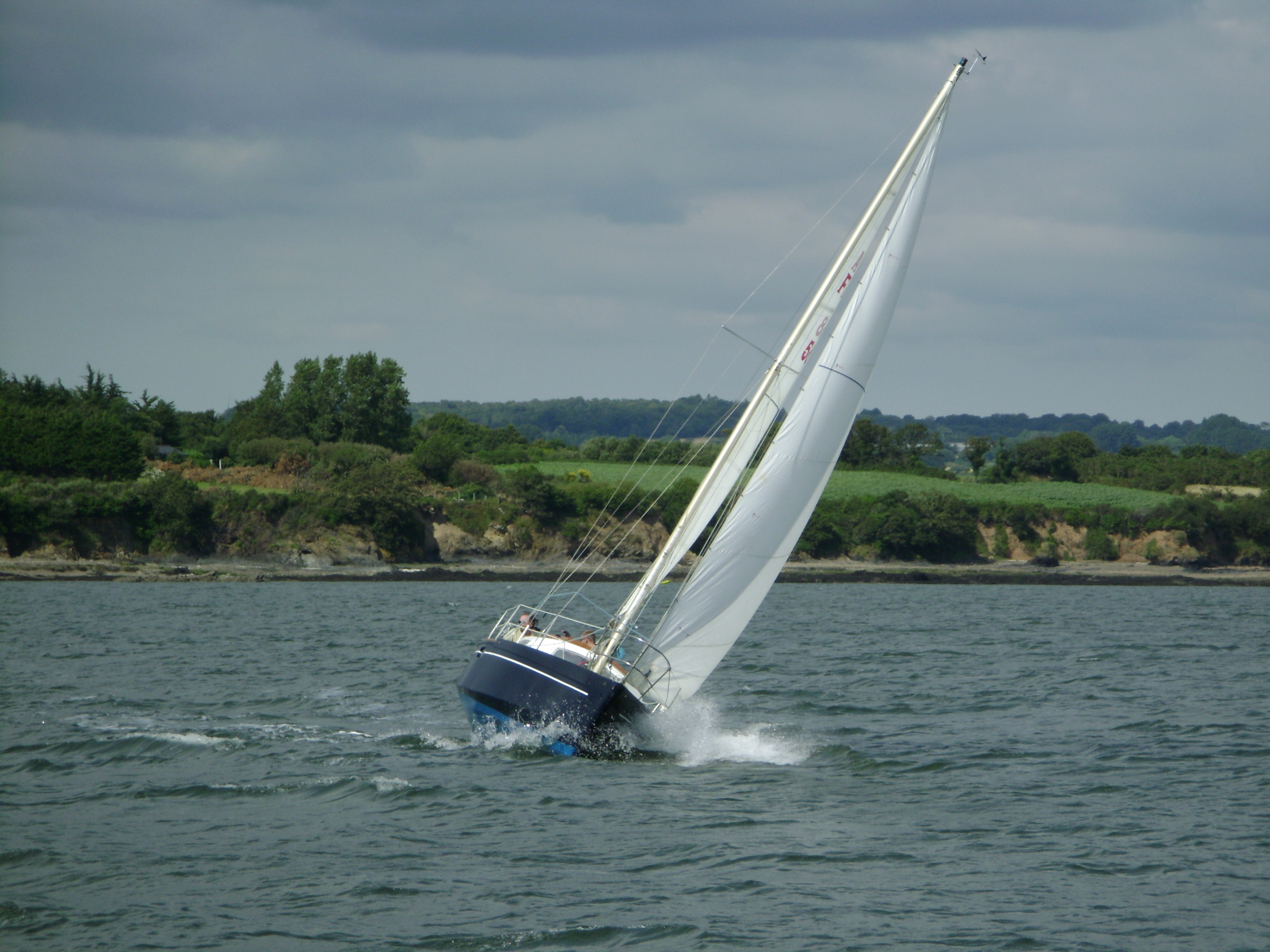
Un Armagnac, voilier conçu par l'architecte naval Philippe Harlé.

Architecte naval est une profession consistant à exercer l’architecture navale, c’est-à-dire à concevoir des navires, bateaux, ou d’autres structures flottantes. La conception s'étend depuis le cahier des charges donné par l'armateur, jusqu'aux plans servant à la construction.

## Généralités
On distingue en général les architectes navals proprement dits des ingénieurs maritimes. Les premiers sont plus souvent associés à la construction de petites unités (voiliers, bateaux de pêche), tandis que les seconds sont responsables de la conception des plus grands navires (navires de commerce et militaires).
Si l'ensemble des techniques est similaire, l'approche sera différente suivant le programme et la taille de navire à concevoir : alors qu'un seul architecte (ou un bureau d'études) pourra s’occuper d’un petit voilier, un ingénieur maritime ne s'occupera souvent que d'une partie précise d'un navire.

## Formation
Les formations des architectes navals français sont diverses, et relèvent principalement de l'ingéniérie, et en partie de l'architecture. Certaines écoles d'ingénieurs proposent des formations spécifiques, c'est le cas de l'ENSTA ParisTech ou l'ENSTA Bretagne (ex-ENSIETA) qui proposent une option Architecture Navale et Offshore reconnue à l'international par la Royal Institution of Naval Architects (RINA).
Nombre d'architectes proviennent d'une filière voisine : architecture, aéronautique / hydrodynamique, design. C'est par exemple le cas à l'École centrale de Marseille et à l'École centrale de Nantes. Un DPEA (diplôme propre aux écoles d'architecture) d'architecture navale est aussi proposé à l'école d'architecture de Nantes, et à l'école nationale supérieure d'architecture de Paris La Villette.
Une formation est offerte à Southampton d’où sont sortis quelques-uns des grands noms de l'architecture navale moderne ainsi que plusieurs formations par correspondance aux États-Unis (Westlawn). 
Concernant le Québec, un DEC est offert à l'Institut maritime du Québec, une école nationale intégrée au collège de Rimouski, conduisant à l'obtention d'un titre de technologue en architecture navale, préambule possible à une formation universitaire en génie maritime à Terre-Neuve ou en architecture navale dans d'autres universités.
Un Master complémentaire en construction navale d'une année est proposé à l'Université de Liège.

## Institution
Au Royaume-Uni ou aux États-Unis, les architectes navals sont regroupés par, respectivement la Royal Institution of Naval Architectes (RINA), et la Society of Naval Architects and Marine Engineers (SNAME), institutions qui publient de nombreux travaux de recherche. Celles-ci sont en outre de portée internationale et accepte pour membre des architectes de tous pays.
En France, la plus ancienne société professionnelle est l'ATMA, Association Technique Maritime et Aéronautique, qui existe depuis 1889.  Il existe aussi l'Institut Français des Architectes Navals (IFAN), qui a plus pour but de fédérer les professionnels du milieu que de créer un « ordre » à l'image de l'Ordre des architectes.